# شهبا، حماة
شهبا (به عربی: شهبا) یک روستا در سوریه است که در ناحیه صبوره واقع شده‌است. شهبا ۸۳۳ نفر جمعیت دارد.